# Фільки-Щелкуново
Фільки-Щелкуново (рос. Фильки-Щелкуново) — присілок в Котлаському районі Архангельської області Російської Федерації.
Населення становить 1 особу. Входить до складу муніципального утворення Котласький муніципальний округ.

## Історія
До 2022 року входило до складу муніципального утворення Сольвичегодське поселення.

## Населення
| 2002 | 2010 | 2012 |
| ---- | ---- | ---- |
| 7    | ↘1   | →1   |